# Coone
Koen Bauweraerts (nacido el 30 de mayo de 1983), conocido por su nombre artístico Coone,  es un DJ, remixer y productor belga oriundo de Turnhout, especializado en el género hardstyle.

## Carrera
Coone comenzó en 1998, a la edad de 15 años, a producir y mezclar música. Lanzó su primer EP en 2002, "Protect The Innocent" bajo el seudónimo de The Artist Also Known As ("El artista también conocido como"). También bajo este nombre lanzó en 2007, el EP "Eating Donuts" en el que sampleaba a Song 2 de Blur.
En 2005 estuvo como DJ residente en un club nocturno de Sint-Niklaas. Su fama aumentó en el año 2006 cuando fundó su propio sello discográfico, Dirty Workz. En 2007 realizó el himno de Reverze, 'The Chosen One'. En este mismo año organizó el evento en el Sportpaleis Antwerp "Coone & The Gang".
Él mismo describe su estilo como: "Todos los estilos más duros, pero nunca iguales". Sus sets están compuestos aproximadamente de un 75% del trabajo propio, remixes y bootlegs. En febrero de 2008, tras un año de mucho trabajo en su propio estudio, Coone lanzó su primer álbum en solitario, "My Dirty Workz". Fue el primer álbum de un DJ Harddance que contenía un DVD con imágenes exclusivas de sus propios eventos y otras actuaciones. Unas semanas después de su lanzamiento, el álbum alcanzó la cima de las listas de éxitos. El 1 de marzo de 2011 Coone lanzó el álbum de estudio "The Challenge". En 2013 firmó con el sello Dim Mak, cuyo propietario es el DJ estadounidense Steve Aoki, y lanzó su tercer álbum de estudio "Global Dedication" el 10 de diciembre de 2013.

## Discografía

### Álbumes
- 2002: "Online"
- 2008: "My Dirty Workz"
- 2009: "Dirty Workz Deluxe - The Album"
- 2011: "The Challenge"
- 2013: "Global Dedication"
- 2016: "Less Is More"
- 2018: "Trip To Tomorrow"

### Sencillos
- Love North Station
- Unite
- The Name Of My DJ
- Getting Down
- The Return
- Cracked
- Life Is Complex
- Infected (Reverze Anthem 2006)
- The Chosen One (Reverze Anthem 2007)
- Bassleader Anthem (2006)
- Love
- Eating Donuts (como "The Artist Also Known As")
- Making The Track (como "The Artist Also Known As")
- Gonna Cum
- Throw Ya Handz
- Fucked Up
- Pitch Up (met DJ Ghost)
- Bounce On Ya Sneakerz
- Keep It Whoat!
- Fightclub
- Still Dead
- Rape the duck
- Bounce on ya sneakerz (con MC Villain)
- Words From The Gang (Coone And The Gang Anthem)
- Overdrive (met Q-IC)
- Into The Rave (con DJ Massiv vs. The Rebel)
- Doggy Style
- Words from the gang
- My Dirty Workz
- Tranceball 2008
- Xpress Yourself (Hardstyle)
- Earthquake ([Hardstyle])
- Words From The Gang (Dutch Version)
- P-Time
- The Creation of Life (con D-Block & S-Te-Fan)
- Bang (When we hit you) (con Mark With a K)
- Rip the Place (con Fenix)
- Crank (Hardstyle)
- Black Submarine (Hardstyle)
- Mayday Dream (Bonzai Tribute) (con Deepack) (Hardstyle)
- Hard With This (con Villain)
- Dirty & Deluxe
- Thunderdance (Bonzai Tribute) (con Deepack)
- Unite
- Got Yourself a Gun (con Hard Driver)
- Times Like This (con Ruthless)
- Here Comes The Boom
- Twilight Zone
- Throw Ya Handz
- D.E.N.S. (con Ruthless)
- Million Miles
- Partystarter
- The Undefeated
- Fearless
- Dirty Soundz (Ra-Ta-Ta) (con Psyko Punkz)
- Starf*ckers
- The Challenge
- Traveling (con Scope DJ)
- Universal Language
- D.W.X (con Da Tweekaz)
- The Way That I Ride
- The Words (con Psyko Punkz)
- Musical Notez
- Come Take My Hand (con Ambassador Inc)
- Open Up The Trunk
- Pacmen (met Ruthless)
- Crossin'Over (con B-Front)
- Audio Attack (con Zatox)
- Code (met Deepack)
- Licht gaat uit (Opposites-remix)
- Monstah
- Big Bad Monstah (con nikkita)
- The Prime Target
- Beat On My Drum
- Chapter 20.12
- Free Again (con Scope DJ)
- Madness (con Dimitri Vegas & Like Mike ft. Lil Jon)
- Music is Art
- Nustyle Crap
- Dedication
- Born in the 80's (con Da Tweekaz)
- Headbanger
- Colors Of Life
- Times Gettin' Hard feat. K19
- Our Fairytale (Theme Of Tomorrow 2013) (Con Chris Madin)
- Drowning (Con Substance One)
- Can't Stop The Swag (con Steve Aoki)
- Zombie Killer (Con Kritikal)
- Into the madness (Con Rochelle)
- Aladdin On E
- For The World (Con Dr. Rude y K19)
- Love X Hate (Con Max Enforcer)
- Love For The Game
- Sound Barrier (Con Bassjackers y GLDY LX)
- Deception (Reverze Anthem 2016)
- Rise of the Celestials (Qlimax Anthem 2016)
- Universal Languague
- Here I Come (con Wildstylez)
- Trash Moment (con Ummet Ozcan & Villain) [OZ Records]
- Superman (con Jelle van Dael)
- Now Or Never (con David Spekter)
- Face Of Champion (con Sub Zero Project)
- Fight For Something ( con Brennan Heart & Max P)
- Power of Perception (con  Reverze Anthem 2020 The Elite: Da Tweekaz & Hard Driver)
- Arriba ( con Psyko Punkz & KELTEK)
- FINE DAY (con Brennan Heart)
- The Sound Of (con Da Tweekaz & Hard Driver)
- Loyalty Is Everything (con Atilax)
- Toss A Coin To Your Witcher (con Da Tweekaz & Hard Driver)
- Inception (con Sound Rush)

### Remixes
- Charlie Lownoise and Menthal Theo - Wonderful Days 2.08 (Coone remix)
- Mason - Exceeder (Coone remix)
- The Playboyz - Check one (Coone remix)
- DJ Markcy - Streettalk (Coone remix)
- DJ Massiv vs The Rebel - Darkness (Coone Remix)
- D & G - House Of House (Coone Remix)
- D-Devils - The 6th Gate (Coone Remix)
- DJ Mystery - Just Don't Stop (Coone Remix)
- Dr. Rude Meets Lobotomy Inc. - Jumpin' Electronics (Coone's Belgium remix)
- Coone & Ghost - Pitch Up (Coone's 39° Fever Mix)
- The Playboyz - Check One (Coone Remix)
- Bad Boyz - Play That Vibe (Coone Remix)
- Greg C - I Like It (Coone Remix)
- U2 - with or without you (Coone Bootleg)
- Fenix - Drug Collection (Coone Remix)
- The Opposites - Licht Uit (Coone Remix)
- Raine - Dominating (Coone Remix)
- 2 Brothers on the 4th Floor - Come take my hand (Coone en Fenix Remix)
- Skrillex & Damian Marley - Make It Bun Dem (Coone Remix)
- Steve Aoki & Angger Dimas vs. Dimitri Vegas & Like Mike - Phat Brams (Coone Remix)
- Endymion & The Viper Feat. FERAL is KINKY - Raging In The Dancehall (Coone Remix)
- DJ Isaac - Go Insane (Coone Remix)
- Steve Aoki & Linkin Park - A light that never comes (Coone Remix)
- Dimitri Vegas, MOGUAI, Like Mike - Mammoth (Coone Remix)
- Gareth Emery ft. Bo Bruce - U (Coone Remix)
- Coone - Words From The Gang (2014 Remix)
- Dimitri Vegas & Like Mike & Steve Aoki & Ummet Ozcan - Melody (Coone Remix)
- Lost Frequencies & Netsky - Here With You (Coone Remix)
- Dimitri Vegas & Like Mike vs Vini Vici & Liquid Soul - Untz Untz (Coone Remix)
- Carnage, Nazaar & Murda - Blitzkrieg (Coone Remix)